# Super Girls
SUPER GiRLS (яп. SUPER☆GiRLS) — японская женская идол-группа, образованная лейблом Avex Trax в 2010 году в результате масштабных прослушиваний.
Группа управляется кастинг-агентством Avex Management, а продюсируется новым музыкальным лейблом iDOL Street, основанным компанией Avex исключительно для выпуска записей идолов. SUPER GiRLS стали первым исполнителем на этом лейбле.
За 7 лет, со времени дебюта в 2003 году группы SweetS, это вторая гёрл-группа, созданная Авексом. Первой же стала дебютировавшая в начале того же 2010 года TOKYO GIRLS' STYLE.

## История

### 2009
28 декабря 2009 года стартовало организованное лейблом Avex Trax прослушивание под названием «Avex Idol Audition 2010», ставшее первым идол-прослушиванием в истории компании Avex. Принять участие в нём могли молодые певицы от 9 до 23 лет. Всего было подано порядка 7000 заявок.

### 2010
Скрининг заявок начался 11 февраля 2010 года, и по его итогам около 1000 человек продвинулись во второй тур.
В итоге в финальный раунд, состоявшийся 12 июня 2010 года в Nakano Sun Plaza, вышли 24 девушки. Из них 12 стали победителями и сформировали новую группу SUPER GiRLS. Было объявлено, что группа уже 2 августа группа впервые выступит на сцене.
В субботу 2 октября на живом выступлении в токийском Shiodome-AX было объявлено о предстоящем дебюте группы, а именно, о выходе 22 декабря первого альбома. Анонс стал полным сюрпризом для участниц группы. Когда те были на сцене, с потолка упал огромный баннер о словами «Принято решение о дебюте на мейджоре», и девушки бросились обниматься и заплакали от счастья.
Первый настоящий концерт группа дала 23 октября 2010 года в Harajuku Astro Hall.
Поскольку все билеты были быстро распроданы, 21 ноября был дан ещё дополнительный концерт в том же зале.
С 3 ноября по 5 декабря группа объехала Японию с бесплатными концертами в магазинах Ito Yokado и моллах Ario. Мини-турне спонсировалось ретейл-сетью Ito Yokado.
12 декабря 2010 года Avex основал профессиональный идол-лейбл iDOL Street. SUPER GiRLS стали первым исполнителем нового лейбла, а их первый альбом — первым его релизом.

### 2011
Первый сингл SUPER GiRLS «Ganbatte Seishun» был намечен к выпуску 23 марта 2011 года, но из-за землетрясения и цунами был отложен до 20 апреля.
Он оказался на 5 месте в недельном хит-параде Орикона.
Также на 5 позицию попал и второй сингл группы, двойной «MAX! Otomegokoro / Happy GO Lucky! ~Happy Lucky de Go!~», который появился 15 июня 2011 года.
Третий сингл SUPER GiRLS вышел 5 октября 2011 года и достиг уже второго месте в списке Орикона за неделю.
В конце 2011 года SUPER GiRLS были номинированы на награду «Лучший новичок», присуждаемую в рамках ежегодной церемонии Japan Record Awards, но проиграли другой гёрл-группе, Fairies.

## 2012
1 февраля 2012 года группа выпустила свой второй альбом, озаглавленный «EveryBody JUMP!!».

## Состав
- Саори Ясака (яп. 八坂 沙織 Yasaka Saori), род. 16 февраля 1989 (36 лет)
- Рика Симура (яп. 志村 理佳 Shimura Rika), род. 2 октября 1992 (32 года)
- Каэдэ Кано (яп. 稼農 楓 Kanō Kaede), род. 6 октября 1992 (32 года)
- Эри Акита (яп. 秋田 恵里 Akita Eri), род. 2 апреля 1993 (32 года)
- Хикару Ватанабэ (яп. 渡邉 ひかる Watanabe Hikaru), род. 15 февраля 1994 (31 год)
- Рина Миядзаки (яп. 宮崎 理奈 Miyazaki Rina), род. 21 февраля 1994 (31 год)
- Рино Кацута (яп. 勝田 梨乃 Katsuta Rino), род. 10 июля 1994 (31 год)
- Рэйра Араи (яп. 荒井 玲良 Arai Reira), род. 25 сентября 1994 (30 лет)
- Мирэй Танака (яп. 田中 美麗 Tanaka Mirei), род. 14 октября 1996 (28 лет)
- Рука Мидзотэ (яп. 溝手 るか Mizote Ruka), род. 25 января 1997 (28 лет)
- Ая Гото (яп. 後藤 彩 Gotō Aya), род. 5 марта 1997 (28 лет)
- Ами Маэсима (яп. 前島 亜美 Maeshima Ami), род. 22 ноября 1997 (27 лет)

## Дискография

### Синглы
| № | Название | Дата выпуска    | Хит-парады                  | Продажи (Oricon) | Продажи (Oricon) |
| № | Название | Дата выпуска    | Oricon Weekly Singles Chart | Продажи (Oricon) | Продажи (Oricon) |
| № | Название | Дата выпуска    | Наивысшая позиция           | Первая неделя    | Всего            |
| - | --- | --------------- | --------------------------- | ---------------- | ---------------- |
| 1 | «Ganbatte Seishun» (яп. がんばって 青春)                                                                       | 20 апреля 2011  | 5                           | 13552            |                  |
| 2 | «MAX! Otomegokoro / Happy GO Lucky! ~Happy Lucky de Go!~» (яп. MAX!乙女心/Happy GO Lucky!～ハピ☆ラキでゴー!～) | 15 июня 2011    | 5                           | 29027            |                  |
| 3 | «Joshi Ryoku ← Paradise» (яп. 女子力←パラダイス)                                                               | 5 октября 2011  | 2                           | 48917            |                  |
| 4 | «1,000,000 Smile» (яп. 1,000,000☆スマイル)                                                                     | 18 апреля 2011  | 5                           | 36725            |                  |
| 5 | «Puri Puri Summer Kiss» (яп. プリプリ♥SUMMERキッス)                                                            | 4 июля 2012     | 4                           |                  |                  |
| 6 | «Akai Jōnetsu» (яп. 赤い情熱)                                                                                  | 24 октября 2012 |                             |                  |                  |

### Альбомы
| № | Название                        | Дата выпуска    | Хит-парады                 | Продажи (Oricon) | Продажи (Oricon) |
| № | Название                        | Дата выпуска    | Oricon Weekly Albums Chart | Продажи (Oricon) | Продажи (Oricon) |
| № | Название                        | Дата выпуска    | Наивысшая позиция          | Первая неделя    | Всего            |
| - | ------------------------------- | --------------- | -------------------------- | ---------------- | ---------------- |
| 1 | Chouzetsu Shoujo (яп. 超绝少女) | 22 декабря 2010 | 32                         | 4905             |                  |
| 2 | EveryBody JUMP!!                | 1 февраля 2012  | 5                          | 24474            |                  |

### DVD

#### Концертные DVD
| № | Название                                                                                           | Дата выпуска     | Хит-парады              | Хит-парады |
| № | Название                                                                                           | Дата выпуска     | Oricon Weekly DVD Chart |            |
| № | Название                                                                                           | Дата выпуска     | Наивысшая позиция       |            |
| - | -------------------------------------------------------------------------------------------------- | ---------------- | ----------------------- | ---------- |
| 1 | First Concert ~Chozetsu Shoujo ga Tomannai!~ (яп. ファーストコンサート～超絶少女が止まンないっ!～) | 28 сентября 2011 | 14                      |            |

## Видеография

### Видеоклипы
| Номер сингла | Название                                             | Официальное видео на YouTube |
| ------------ | ---------------------------------------------------- | ---------------------------- |
| 1-й альбом   | «Miracle ga Tomannai!» (яп. みらくるが止まンないっ!) | смотреть                     |
| 1            | «Ganbatte Seishun»                                   | смотреть                     |
| 1            | «Hatsukoi Graffiti» (яп. 初恋グラフィティ)           | смотреть                     |
| 2            | «MAX! Otomegokoro»                                   | смотреть                     |
| 3            | «Joshi Ryoku ← Paradise»                             | смотреть                     |
| 2-й альбом   | «EveryBody JUMP!!»                                   | смотреть превью              |
| 4            | «1,000,000 Smile (Short Ver.)»                       | смотреть превью              |
| 5            | «Puri Puri Summer Kiss»                              | смотреть                     |
| 6            | «Akai Jōnetsu (Promotion Ver.)»                      | смотреть                     |

## Награды

### Japan Record Awards
Japan Record Awards — крупнейшая церемония вручения премий, проводимая ежегодно Союзом композиторов Японии (яп. 日本作曲家協会).
| Год  | Номинированная работа | Номинация       | Результат |
| ---- | --------------------- | --------------- | --------- |
| 2011 | SUPER GiRLS (группа)  | New Artist      | Победа    |
| 2011 | SUPER GiRLS (группа)  | Best New Artist | Номинация |